# Canale Brentella

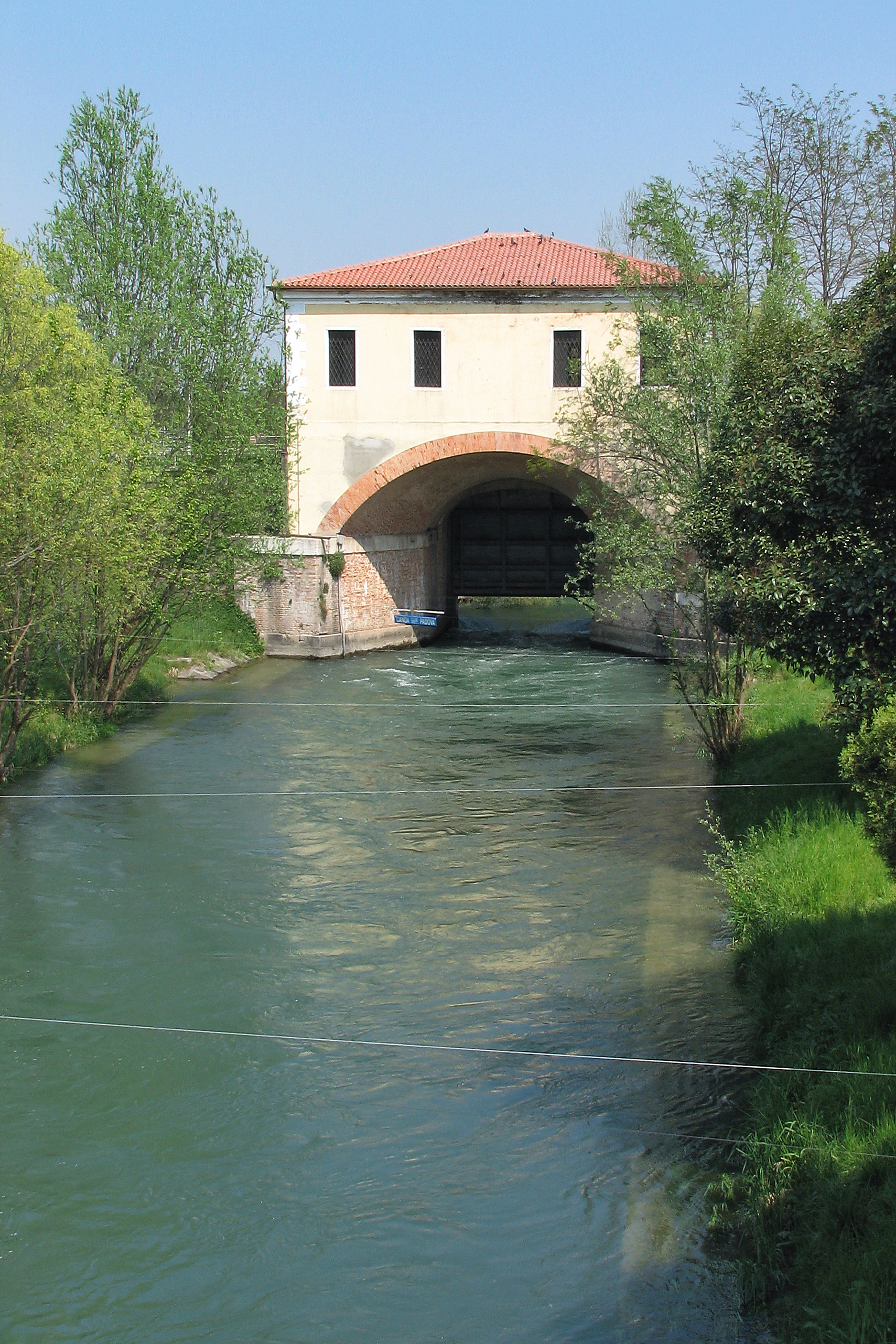
Het kanaal

Het Canale Brentella is een kanaal in het noorden van Italië, in de provincie Padua,
dat de rivieren Brenta en Bacchiglione met elkaar verbindt.
Het kanaal ligt ten westen van de stad Padua en loopt ongeveer noord-zuid.
Het kanaal is in 1312 aangelegd als verdediging tegen de stad Vicenza.